# Клитуно
Клитуно (на латински: Clītumnus, Clitunno) в римската митология е син на Океан и Тетида от Океанидите. Той е Бог на река Клитуно в Умбрия, Италия.
Споменат е от Плиний Млади в „Letters“ 8.8.